# 乌尔里希·冯·容宁根
乌尔里希·冯·容宁根（德語：Ulrich von Jungingen，1360年–1410年7月15日）是条顿骑士团第26任大团长，从1407年到1410年任职。其長期秉持對抗立陶宛大公国和波兰王国的政策，最终引发波兰-立陶宛-条顿战争，並以坦能堡战役作結，此役条顿骑士团慘敗，容金根本人亦戰死沙場。